# 高松美代子
高松 美代子（たかまつ みよこ、1962年5月9日 - ）は、元女子競輪選手。日本競輪学校（当時。以下、競輪学校）女子第1期生（第102期生）。現役時代は日本競輪選手会神奈川支部所属。師匠は三住博昭（61期）。

## 来歴
大阪府生まれで、東京都が出身地。最終学歴はプール学院短期大学。前職は小学校の講師（臨時教員）。
結婚を機に講師を辞め専業主婦となったが、娘二人を自宅から5km以上離れた幼稚園に通わせていただけでなく、都合7年間ほぼ毎日自転車を漕いで送迎していたことから自然と脚力が付き、たまたま来ていたプールで面識のない男性から「自転車（競技）をやっているのか?」と聞かれ、300kmの自転車レースに出場するように勧められる。
日本スポーツマスターズ自転車競技大会では2006年から2010年まで女子個人ロードレースで5連覇、東京‐糸魚川ファストラン300kmでは女子の部8回優勝等の実績を挙げたことから、受験年齢制限がない女子競輪選手を志し、2011年2月25日、競輪学校第102回（女子第1期）試験に合格。競輪学校では生徒会長を務め、在校競走成績は5勝を挙げ第19位。
競輪学校卒業後の2012年5月1日、競輪選手として登録された。同年7月1日に平塚競輪場でデビュー戦を迎えたが、発走前の入場時に敢闘門の段差に足を取られてひざをついてしまい、転倒扱いとされ予定時刻よりも10分程度発走を遅らせてしまった（結果は6着）。初勝利は、同年12月27日の高松競輪場。
2013年8月4日、熊本FIにて最終日一般戦で勝利。これが現役時最後の勝利かつガールズケイリンにおける最高齢勝利記録（51歳2か月）でもあった。
2016年7月、前橋でのレースで落車し、頭を打って首の第一頸椎を2か所も骨折するという大怪我を負うも、3か月間の欠場で復帰。
当時は2020年の東京オリンピックまでは現役を続ける意向であったが、2017年2月に夫が急死。それをきっかけに実兄が競技中の事故の再発を懸念して現役継続に反対し、二人の娘もそれに同調したことから、同年3月25日、出走していた千葉競輪場で現役引退を表明、翌26日の第5レース5着をもって現役にピリオドを打った。レース後にはダッグアウトで引退セレモニーが行われた。
2017年4月13日、選手登録消除。通算成績323戦3勝。引退翌月の5月からは、日本競輪選手会指導訓練課にて、ガールズケイリンサポートスタッフとして、主にガールズケイリン選手の相談役などサポート業務を行っている。

## 人物
家族は、夫（2017年2月死去）と2女。自身には1歳年上の歯科医師である兄が一人いる。
娘の送迎によって脚力が鍛えられたことから自転車競技を始め、50歳で競輪選手になったという異色の経歴から、2019年11月30日放送の『激レアさんを連れてきた。』（テレビ朝日）にゲスト出演した。
ガールズケイリンで唯一、昭和の女子競輪が開催されていた期間に生誕した選手でもある。同学年の男子競輪選手には坂本勉、高橋光宏、佐々木浩三らがいる。